# Evergestis manglisalis
Evergestis manglisalis là một loài bướm đêm trong họ Crambidae.